# Bentheimer zandsteen

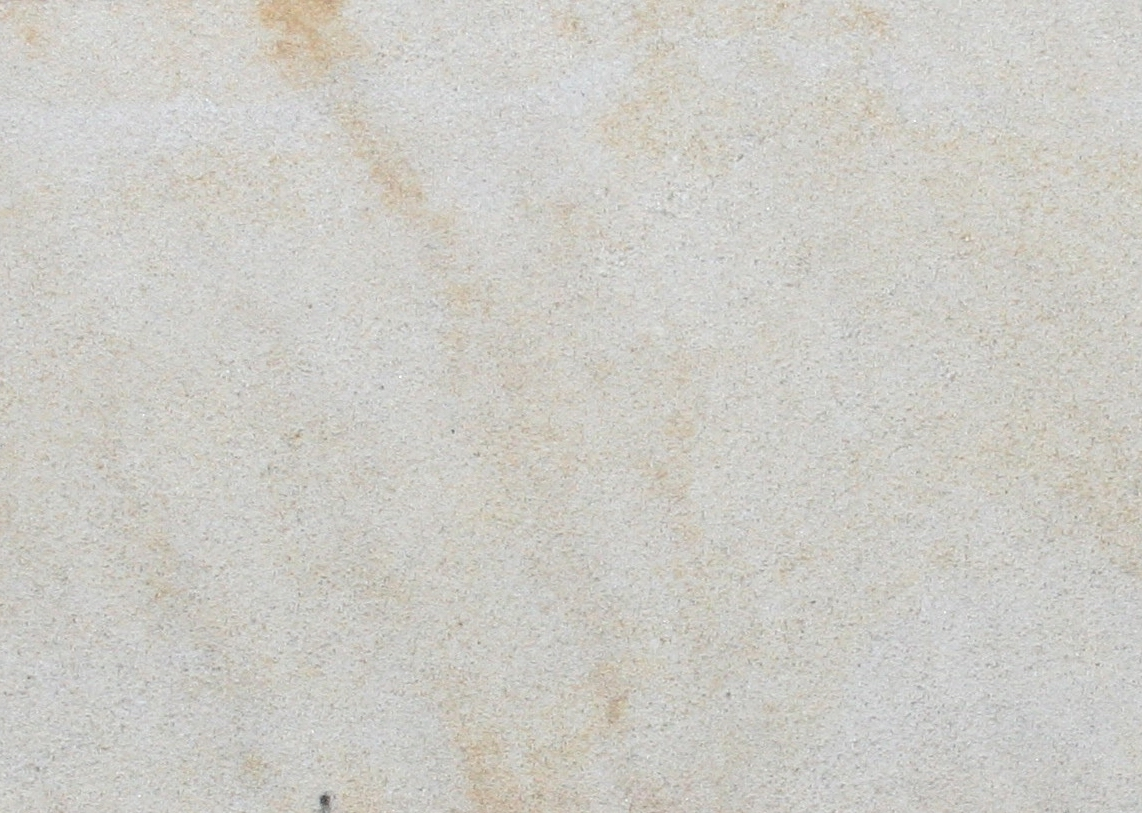
Gezaagd oppervlak van Bentheimer zandsteen, type Gildehaus

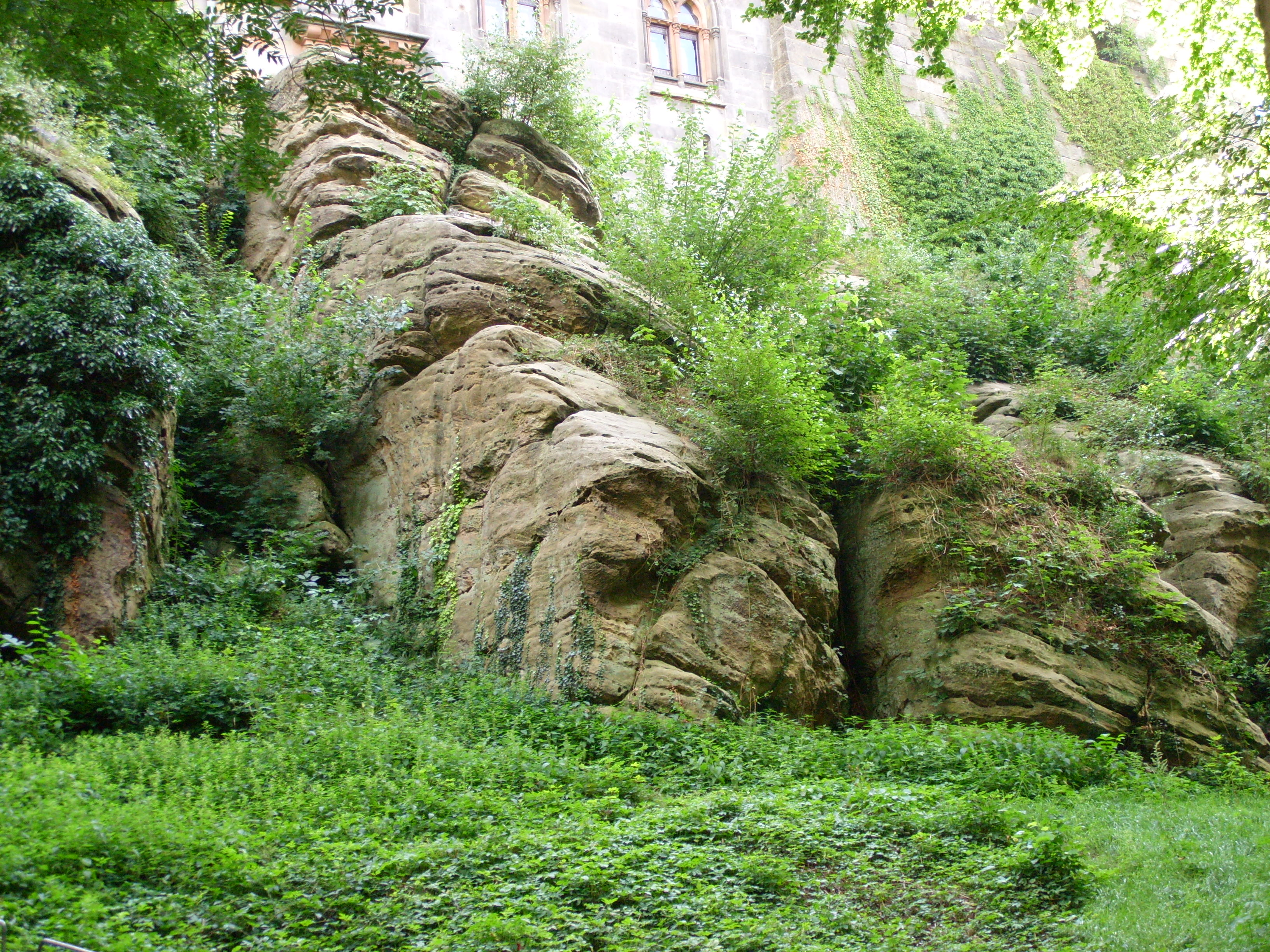
Bentheimer zandsteen onder het kasteel in Bad Bentheim

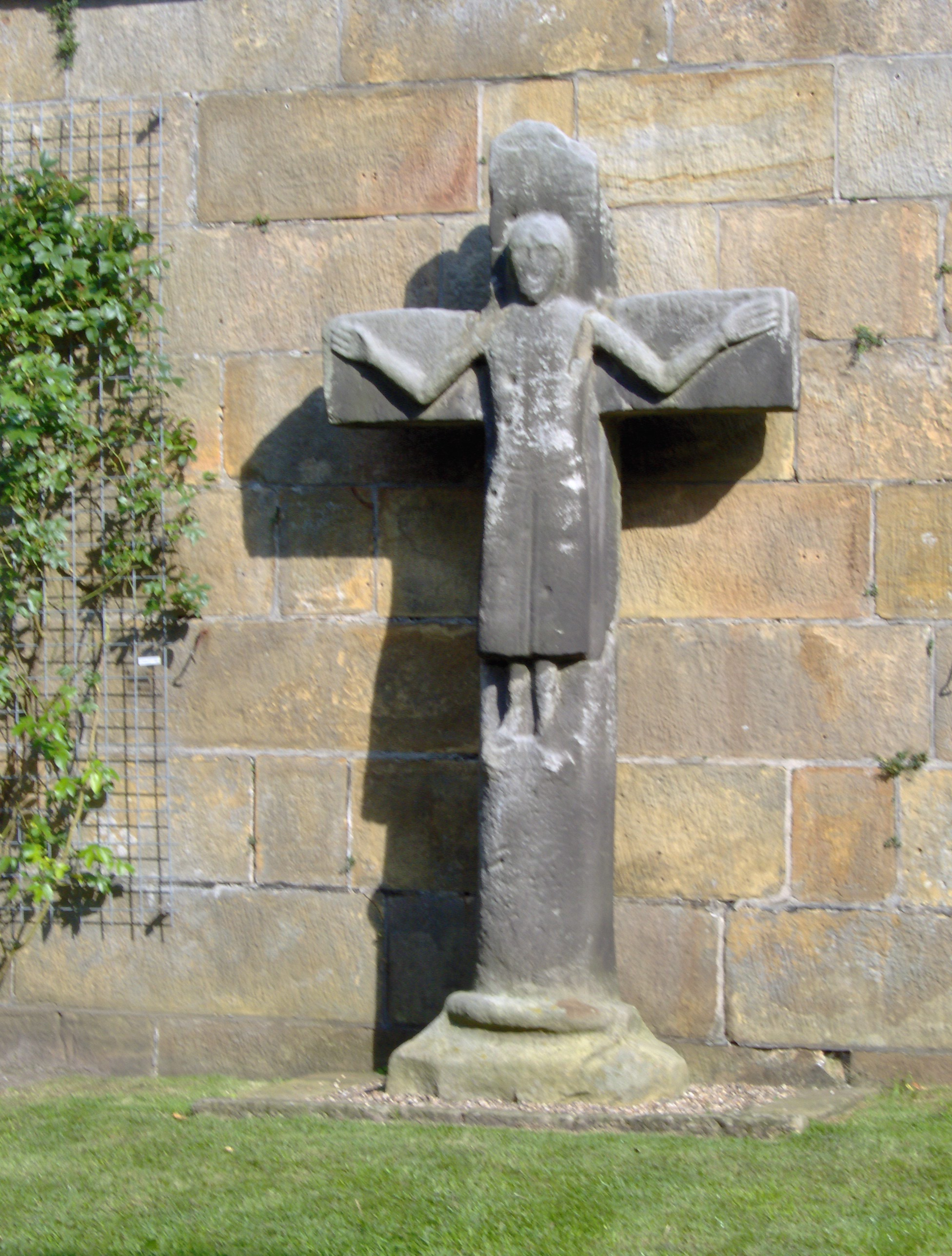
De Herrgott von Bentheim, een sculptuur uit de 10e of 11e eeuw na Chr., gemaakt van Bentheimer zandsteen. Tevens het oudste bewijs van het christendom in het noordelijke deel van Duitsland

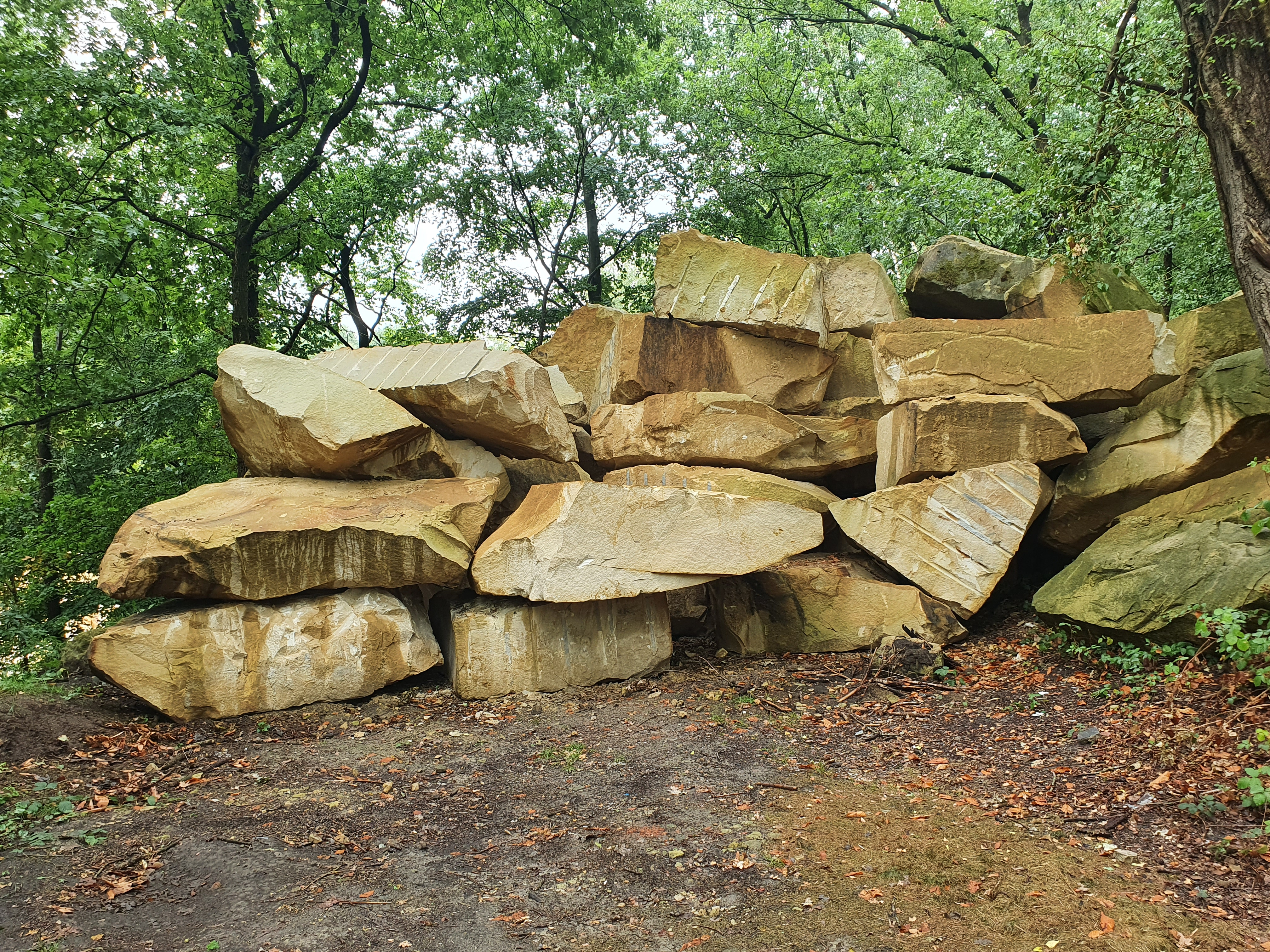
Bentheimer zandsteen bij 'Steinbruch am Romberg', steengroeve bij Gildehaus (D)

Bentheimer zandsteen is een zuivere en relatief stevige zandsteen met een gelijkmatige structuur, die zich voor vele doeleinden leent. De steen heeft aanvankelijk een licht geelbruine kleur, die later door verwering steeds donkerder wordt. Bentheimer zandsteen werd gewonnen in steengroeves in de landkreis Grafschaft Bentheim in Duitsland en werd daar aangeduid als 'Bentheimer Gold'.

## Winning en vervoer
De eerste vermelding van zandsteenwinning dateert uit ca. 1250 en betreft groeven in Gildehaus. Op het hoogtepunt van de productie en handel rond 1600 waren er negen steengroeven in bedrijf.
De grootste lag tussen Bad Bentheim en Schüttorf. De Bentheimer zandsteen werd eeuwenlang verhandeld naar het Münsterland, naar Oost-Friesland en naar Nederland. De zandsteen werd met paard en wagen vanuit de groeven naar de Steinmaat in Nordhorn gebracht. Het werd daar ingeladen op schepen en over de Vecht naar Zwolle getransporteerd.

## Toepassingen en bewerking
Door de hoge kosten van het vervoer werd Bentheimer zandsteen voornamelijk toegepast in belangrijke gebouwen zoals stadhuis Paleis op de Dam en de Haarlemmerpoort te Amsterdam. In het stadhuis van Zwolle is veel zandsteen verwerkt. In Nederland werden minder belangrijke gebouwen voorzien van houten, geschilderde onderdelen in de verfkleur "bentheim", zoals een aantal Amsterdamse grachtenhuizen.
Vrijwel alle laatmiddeleeuwse kerken in Twente en Westfalen zijn uit Bentheimer zandsteen opgetrokken, bijvoorbeeld de Sint-Plechelmusbasiliek te Oldenzaal. Zandsteen werd al vroeg gebruikt voor doopvonten, grafstenen, slijpstenen, molenstenen en later voor bouwornamenten zoals trappen en gevelstenen. Ook werd het gebruikt voor fundamenten van boerderijen en randen van waterputten. Bentheimer zandstenen drinkbakken worden nog als tuindecoratie verkocht. In Kasteel Bentheim kan men de sculptuur Herrgott von Bentheim bekijken; het is een voorbeeld van vroege christelijke zandsteenkunst. Ook het Koninklijk Paleis op de Antwerpse Meir is met Bentheimer zandsteen gebouwd.
Rondtrekkende steenhouwers gaven de grove blokken zandsteen op de bouwplek hun uiteindelijke vorm. Hier en daar lieten zij hun steenhouwersmerken in de bouwwerken achter. Door de uitvinding van de stoomlocomotief kwamen er andere soorten natuursteen op de markt. Dit betekende het einde voor de grootschalige handel in 'Bentheimer Gold'. Bewerking van zandsteen werd in Nederland in 1951 uit oogpunt van gezondheid verboden (het Zandsteenbesluit) tenzij aan strenge voorwaarden wordt voldaan. Het bij inademen schadelijke kwartsstof, dat bij het bewerken vrijkomt, dient direct afgezogen te worden. In Gildehaus is nog slechts één groeve in bedrijf, de Romberggroeve.
Sinds 2005 wordt Bentheimer zandsteen in toenemende mate weer in Nederland verwerkt ten behoeve van restauraties, bijvoorbeeld voor de Sint-Janskathedraal in 's-Hertogenbosch, daar er beschermingsmiddelen zijn ontwikkeld tegen longschade door silicose.

## Geologie
De zandsteenlagen ontstonden toen zo'n 125 miljoen jaar geleden (in het tijdperk Valanginien) het zand ervan werd afgezet in zee. Hoe meer kalk de zandsteen bevat hoe harder deze is. Na verschuivingen van de aardlagen weerstonden de hardste delen de verwering het langst en bleven als heuvels in het landschap achter.
Zandsteenlagen zijn poreus en vormen in de nabije omgeving van Bentheim een natuurlijk reservoir voor water en elders ook voor aardolie en aardgas.
In Bad Bentheim bevinden zich een zandsteenmuseum en een zandsteenroute. In een van de voormalige groeven bevindt zich een openluchttheater.

## Monumenten van Bentheimer zandsteen

Monumenten, bouwwerken en werktuigen met Bentheimer zandsteen
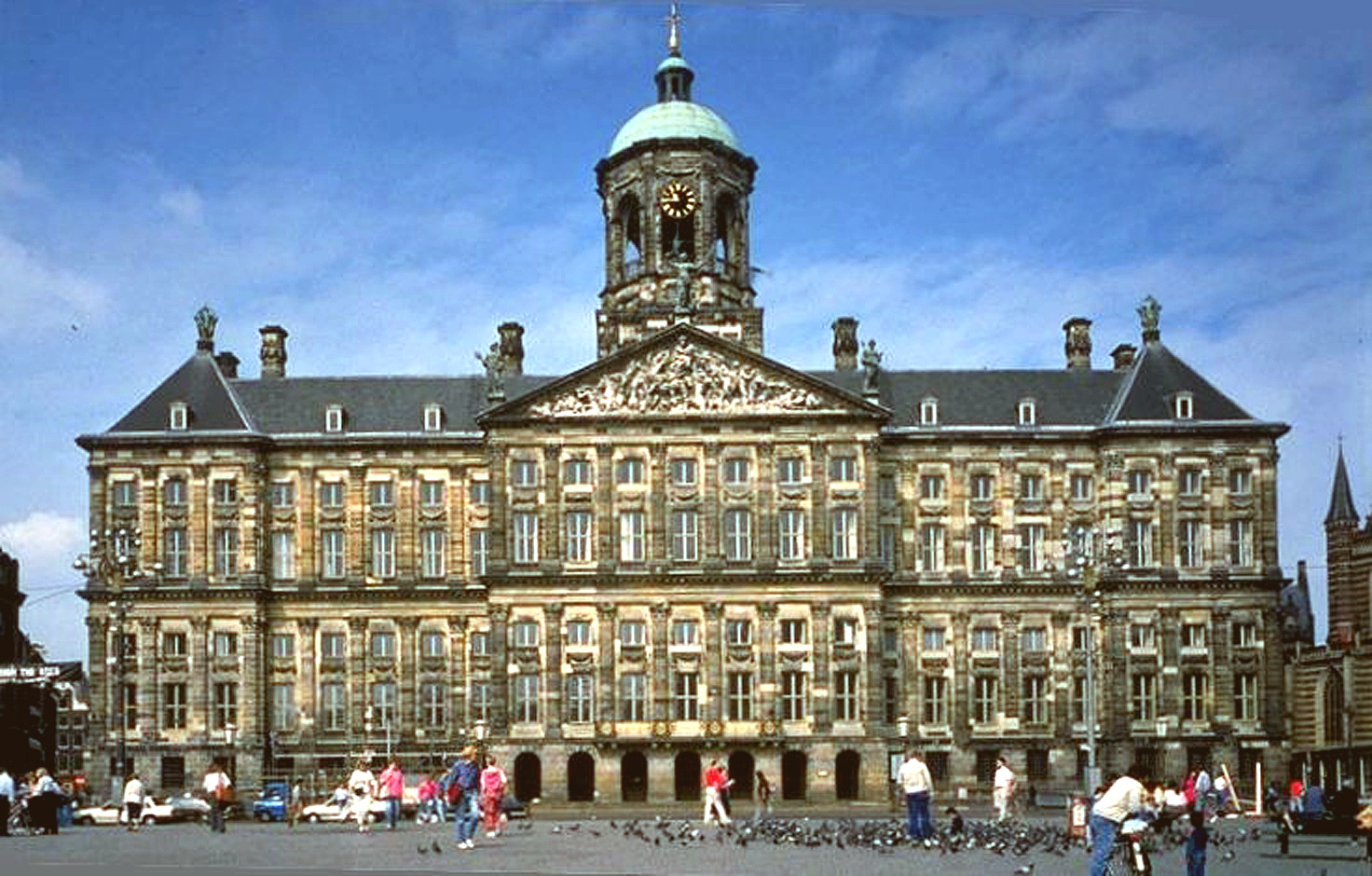
Paleis op de Dam, Amsterdam
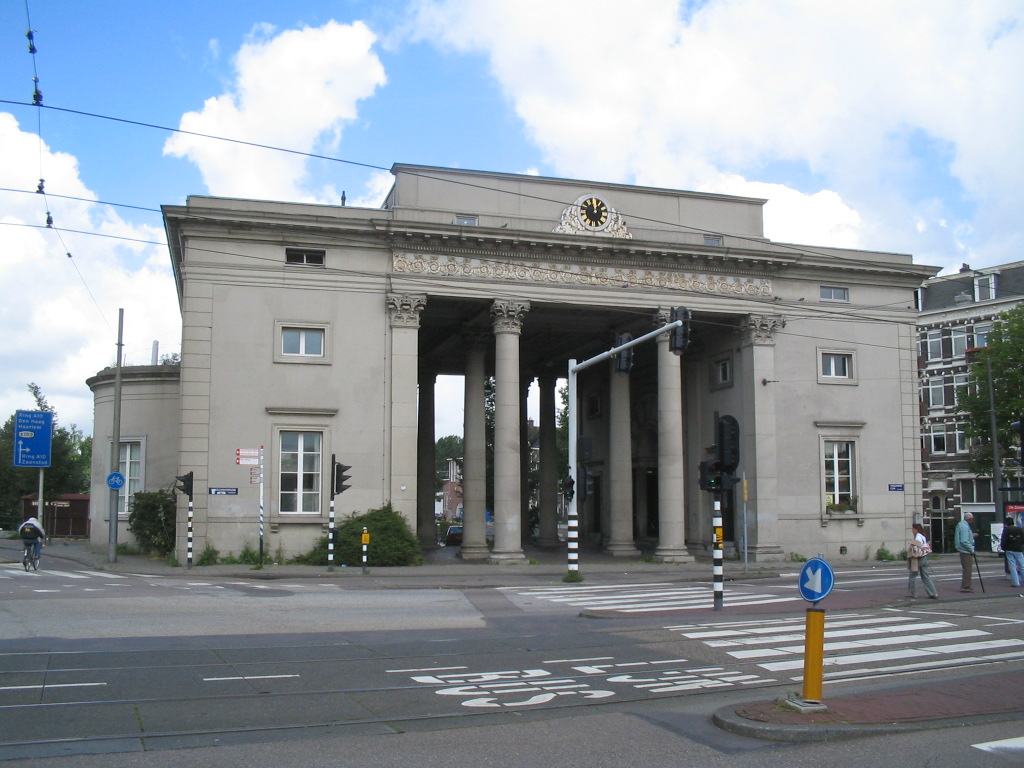
Haarlemmerpoort, Amsterdam
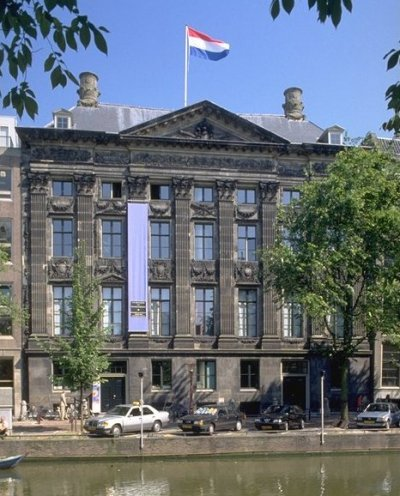
Trippenhuis Amsterdam foto: bma.amsterdam.nl
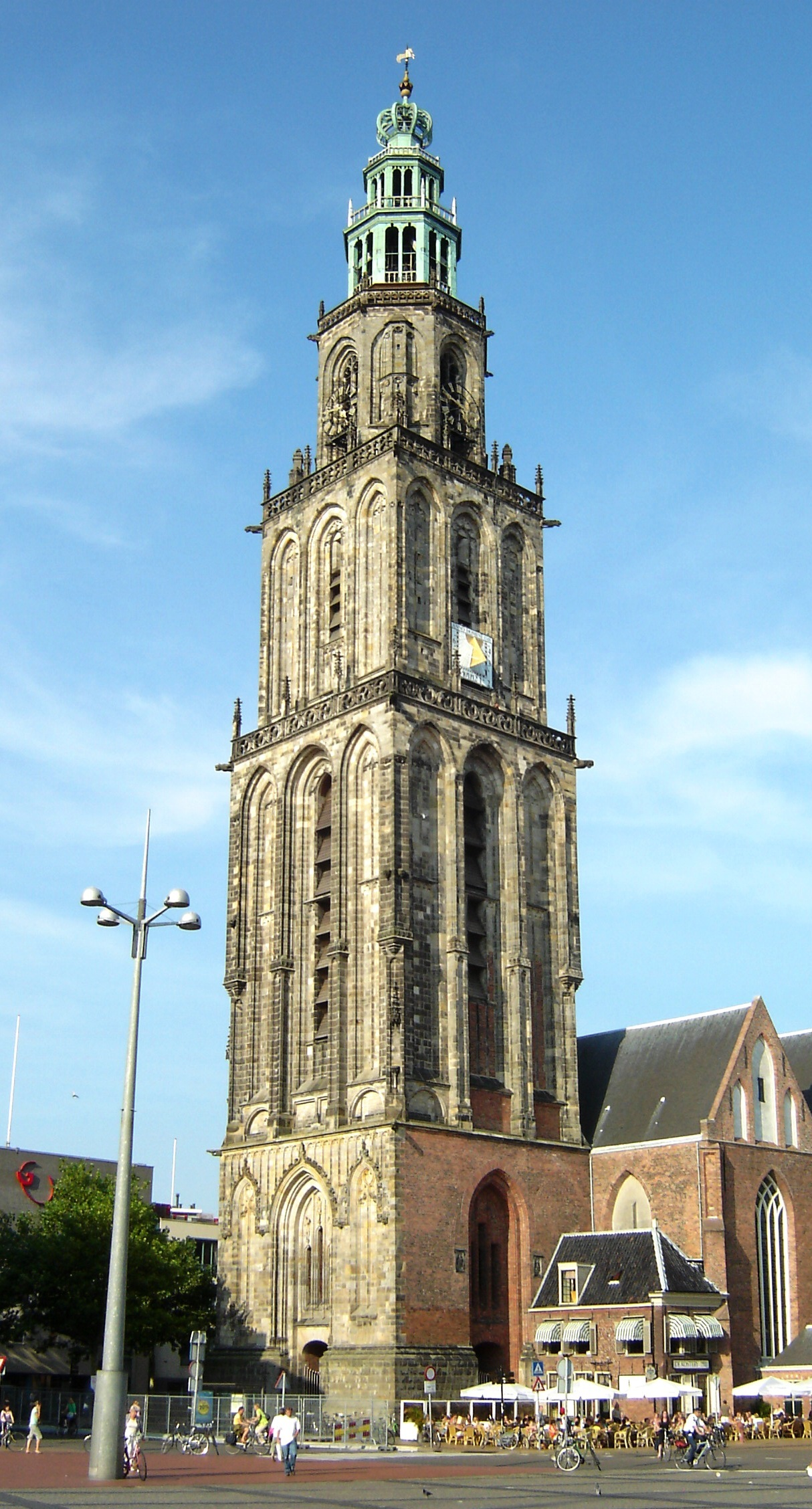
Martinitoren, Groningen
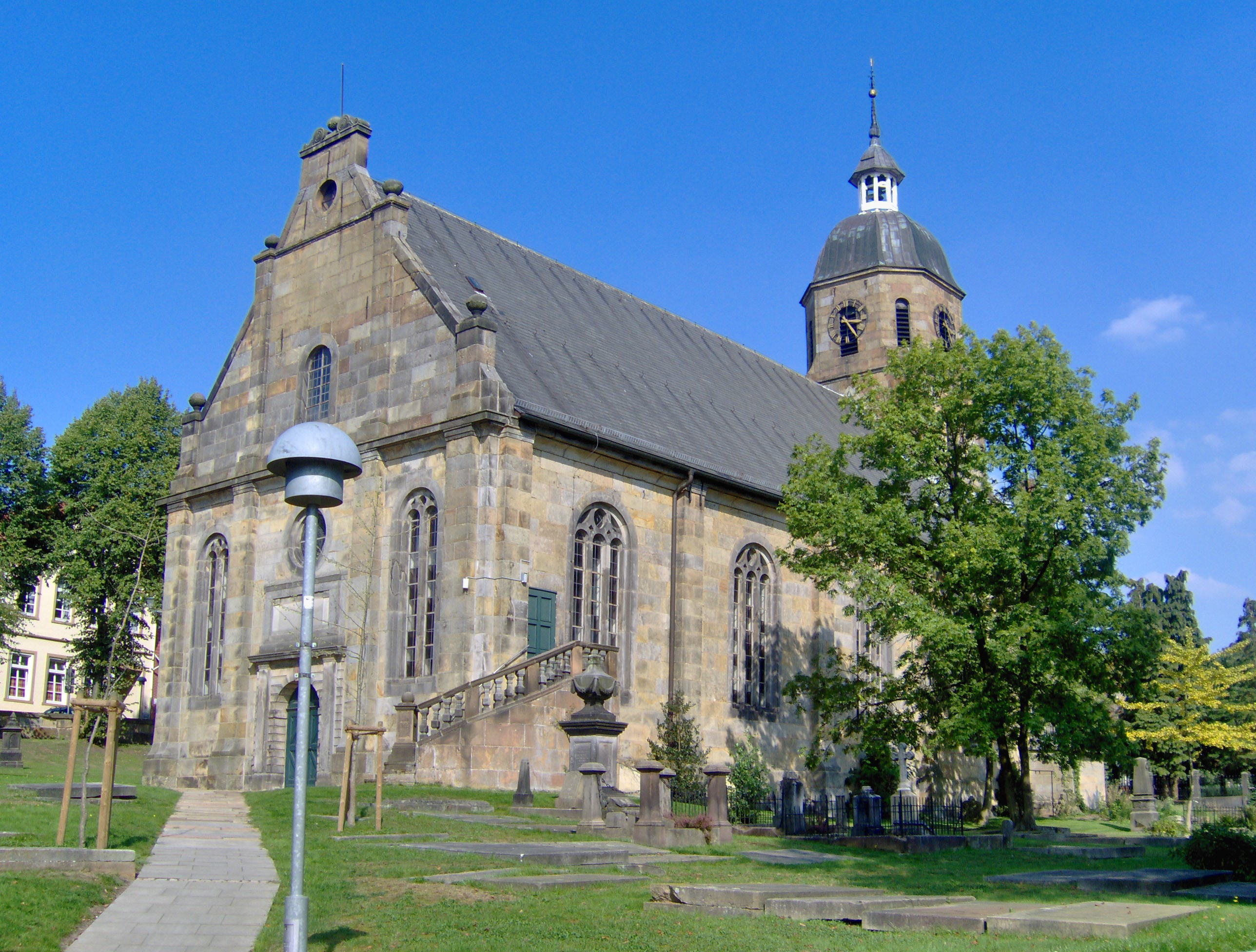
Gereformeerde kerk, Bad Bentheim
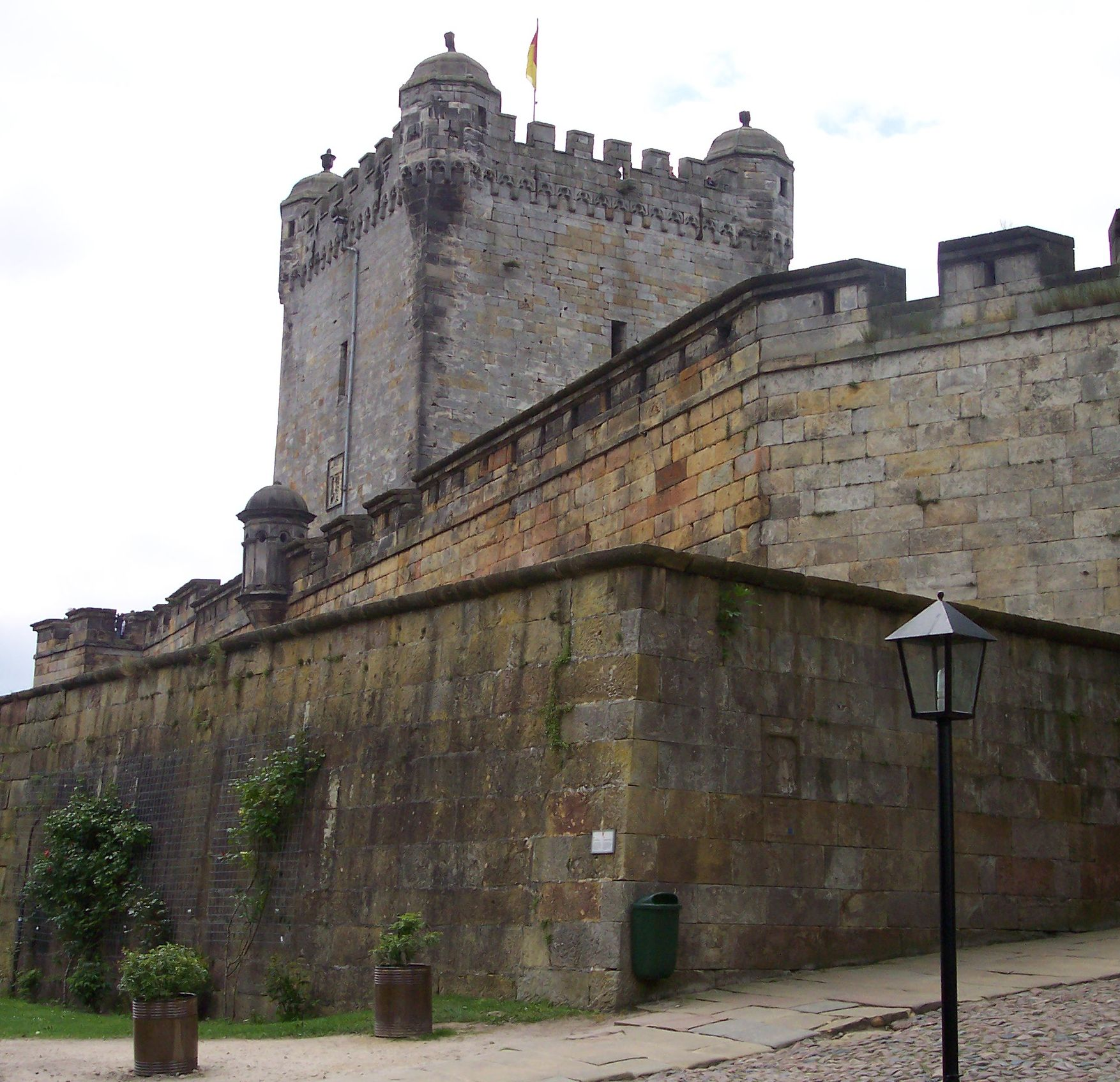
Kasteel Bentheim, Bad Bentheim
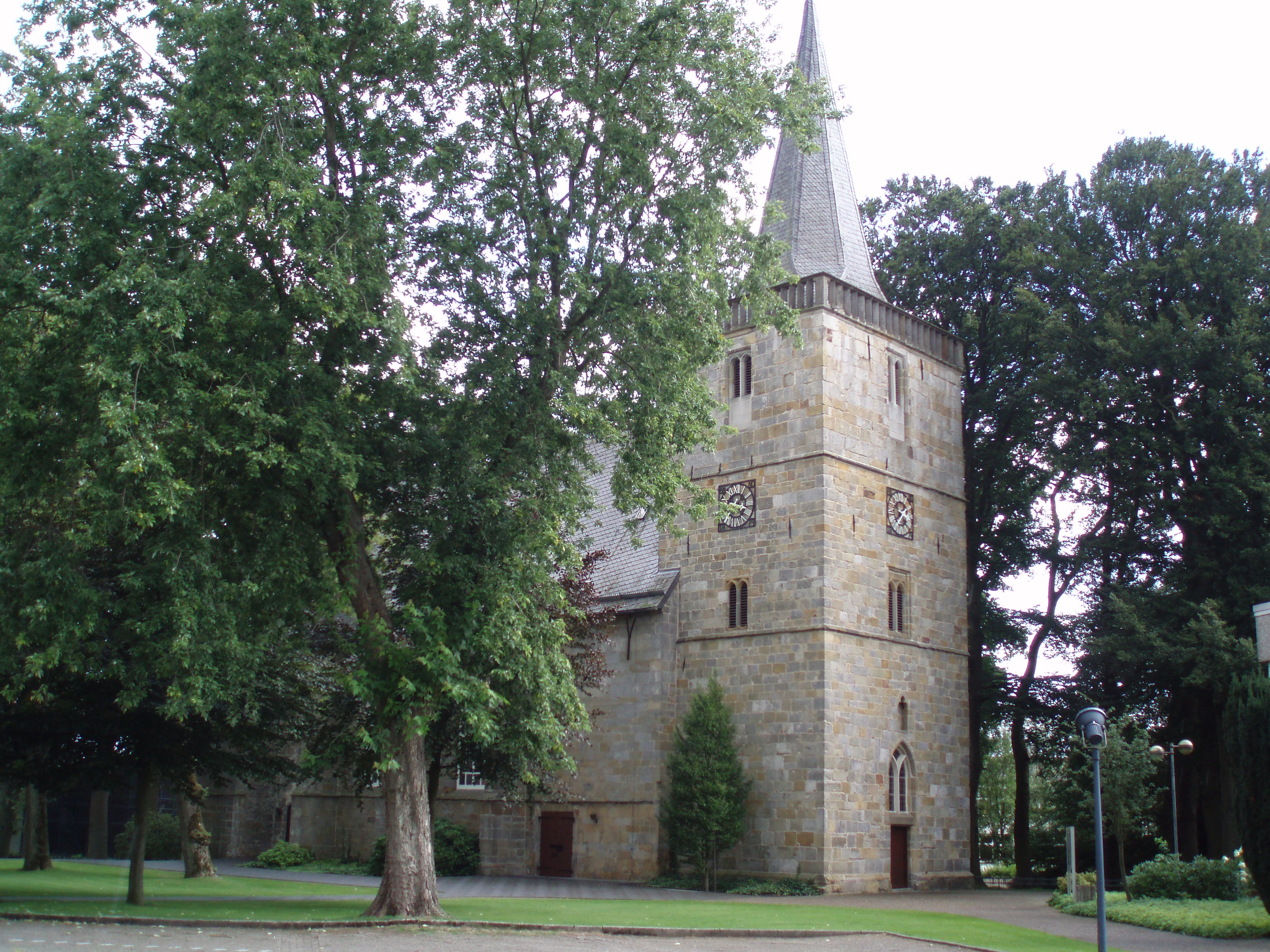
Gereformeerde kerk, Emlichheim
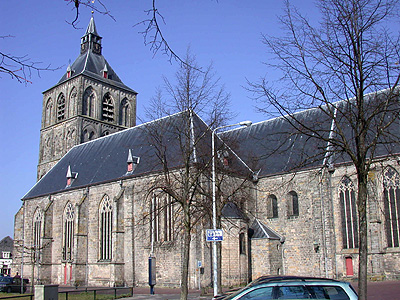
Sint-Plechelmusbasiliek, Oldenzaal
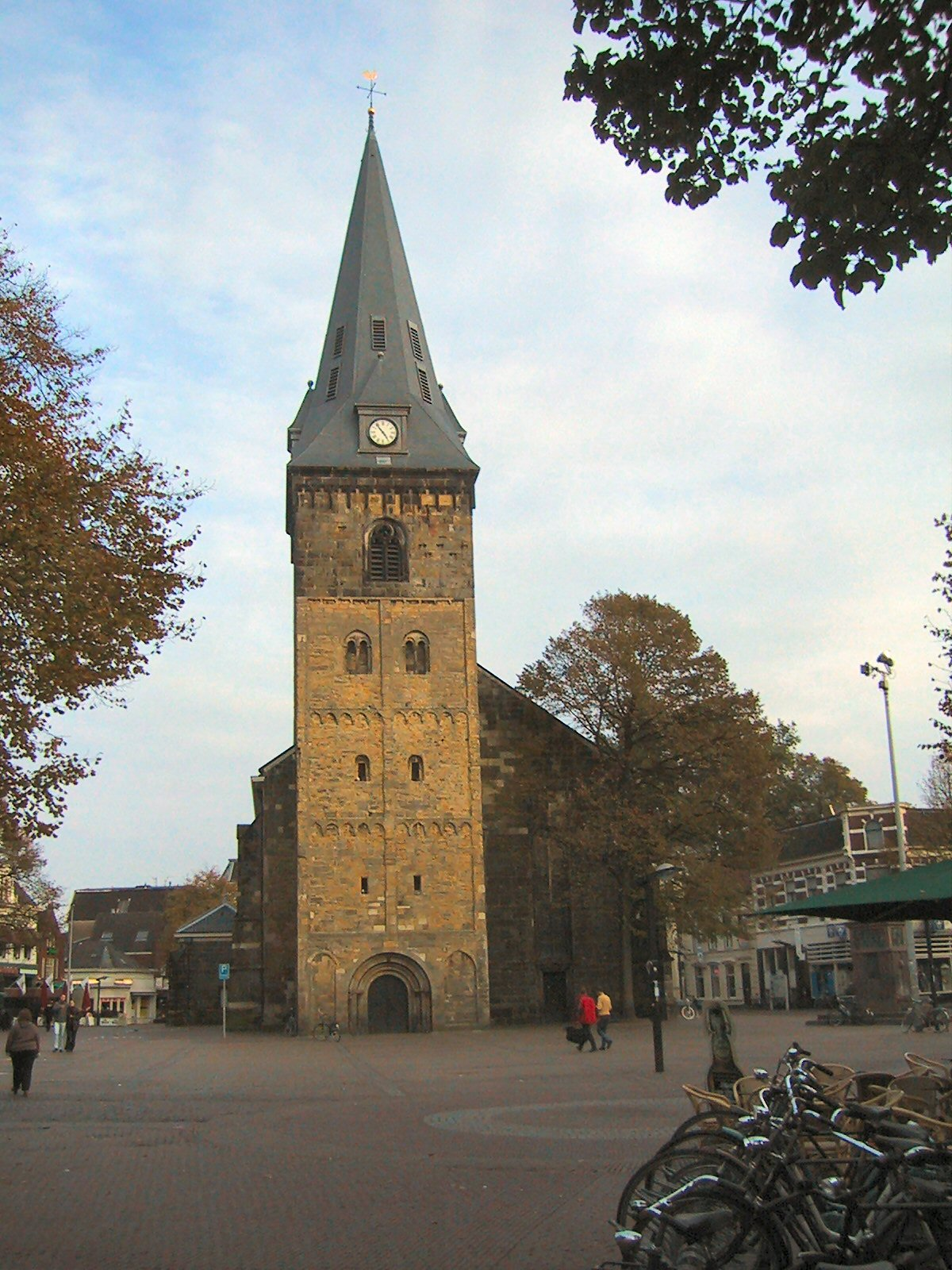
Grote Kerk - Oude markt, Enschede
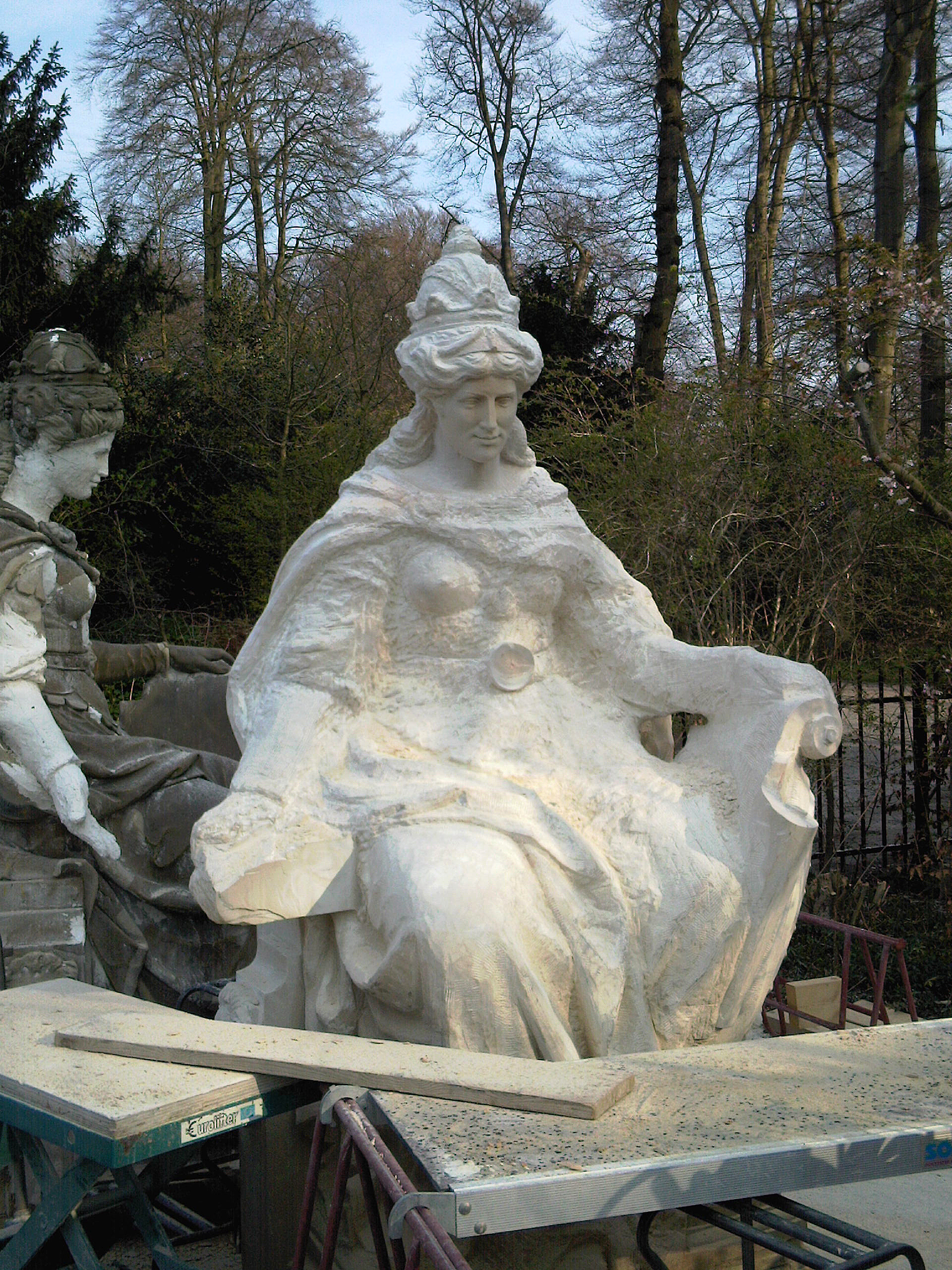
De Stedemaagd bij het Vondelpark in Amsterdam, oorspronkelijk in Larochette-zandsteen, is gekopieerd in Bentheimer zandsteen
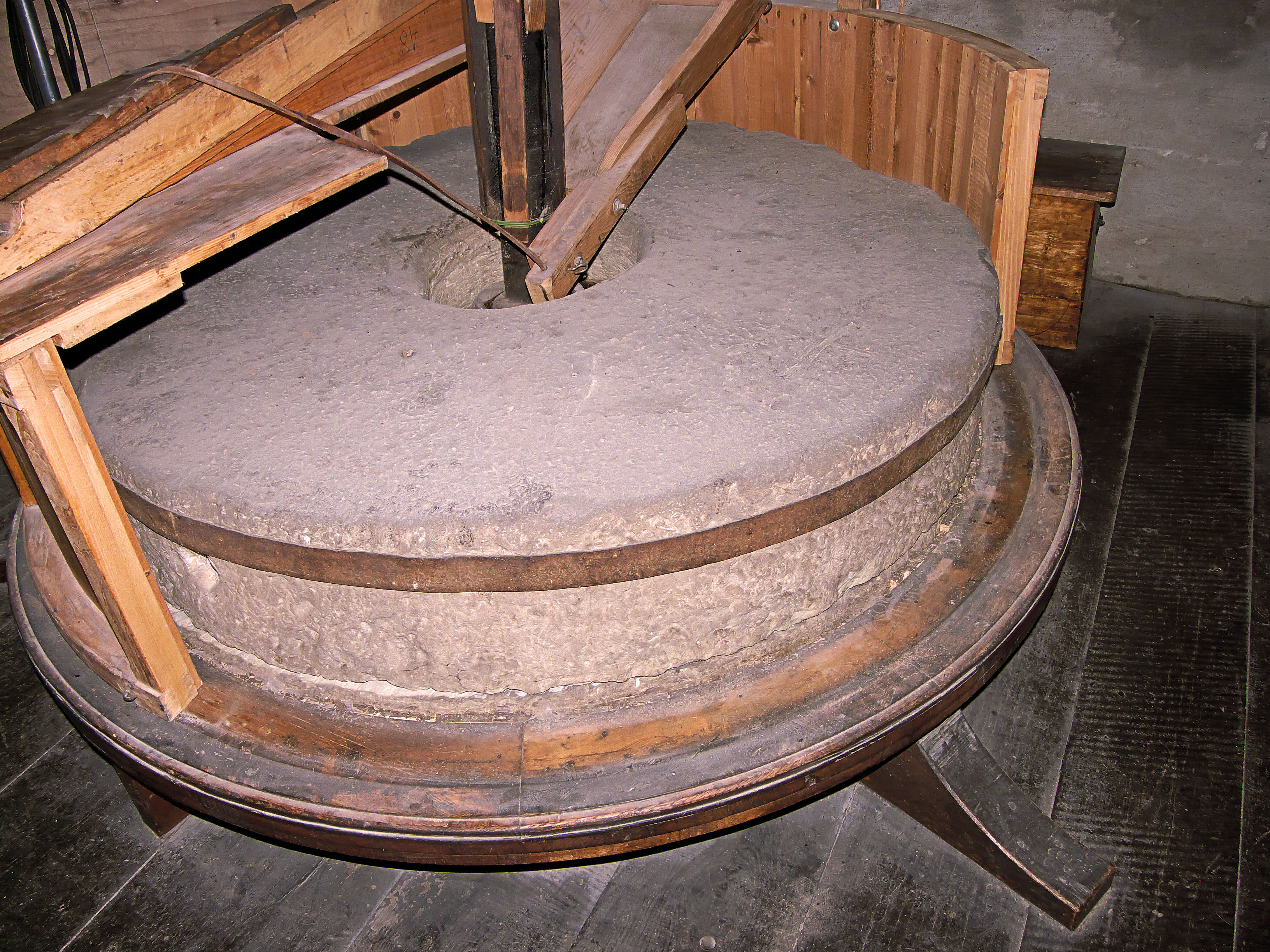
Maalkoppel van Bentheimer zandsteen in molen De Kroon
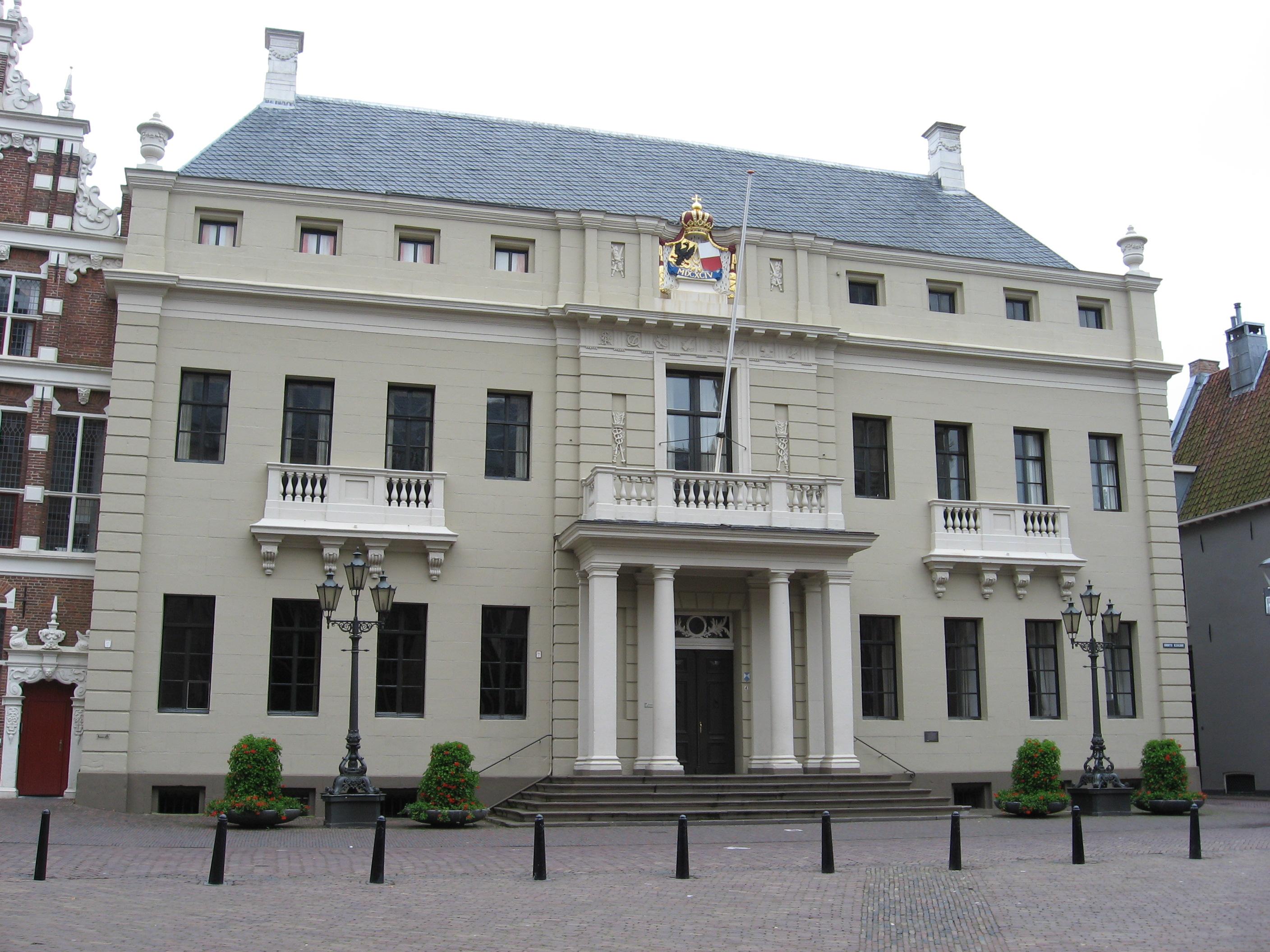
Stadhuis van Deventer, voorgevel van Bentheimer zandsteen (sinds 1747 overschilderd)
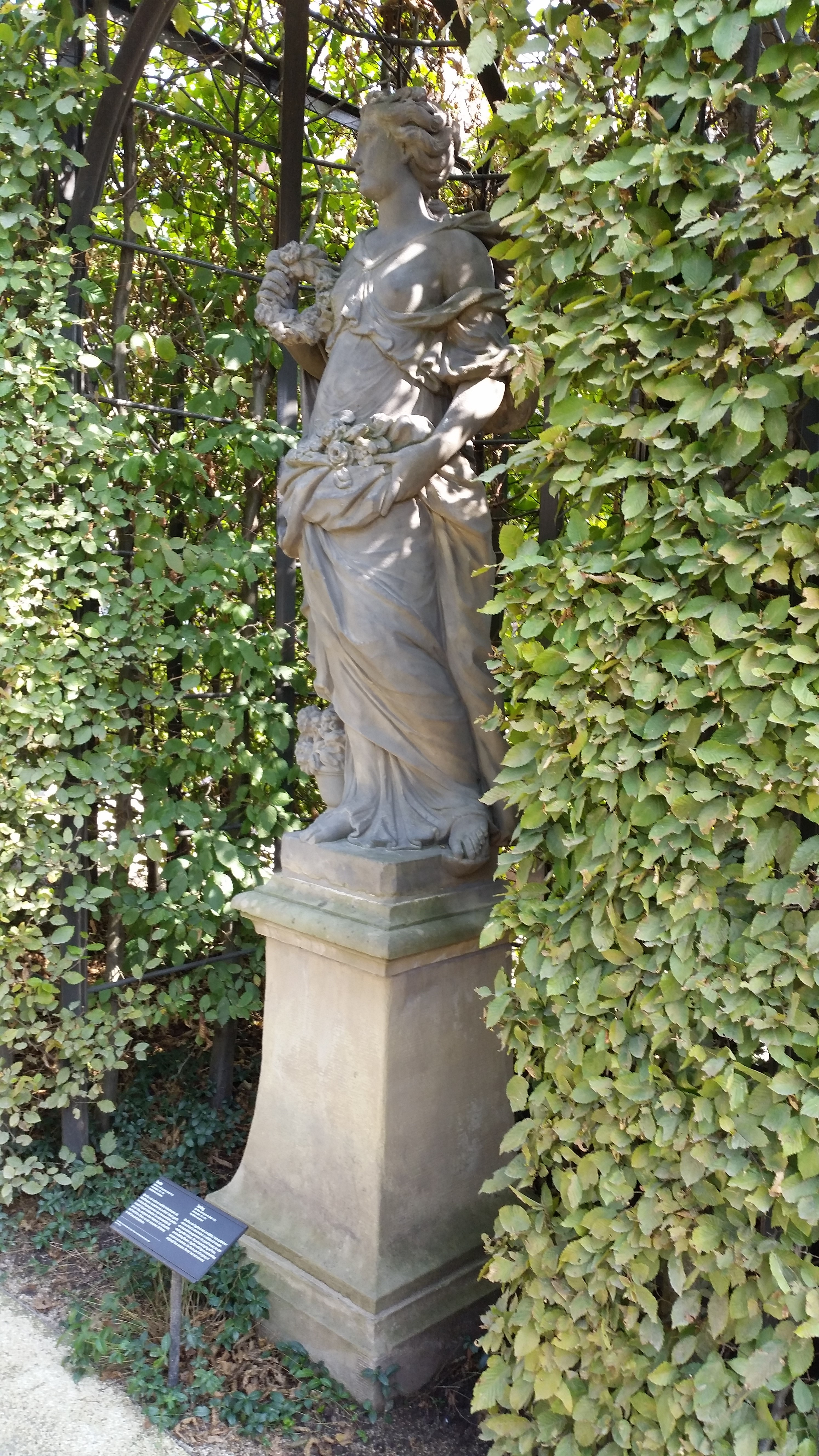
Lente door Ignatius van Logteren, Rijksmuseum Amsterdam